# 波塔什尼亞 (切爾卡瑟州)
49°33′35″N 31°18′16″E / 49.55972°N 31.30444°E
波塔什尼亞（烏克蘭語：Поташня）是位於烏克蘭中部的村莊，由切爾卡瑟州切爾卡瑟區的斯泰潘齊市鎮負責管轄。該村始建於1622年，面積164.5平方公里，2001年人口340，人口密度每平方公里2.1人。